# La Porte de la jeunesse : L'Indépendance
Série
La Porte de la jeunesse
(1975)
Pour plus de détails, voir Fiche technique et Distribution.
La Porte de la jeunesse : L'Indépendance (青春の門 自立篇, Seishun no mon: Jiritsu hen) est un film japonais réalisé par Kirio Urayama, sorti en 1977.

## Synopsis
Shinsuke Ibuki, désormais jeune homme, a quitté sa ville natale pour vivre à Tokyo.

## Fiche technique
- Titre : La Porte de la jeunesse : L'Indépendance
- Titre original : 青春の門 自立篇 (Seishun no mon: Jiritsu hen?)
- Réalisation : Kirio Urayama
- Scénario : Akira Hayasaka et Kirio Urayama d'après le roman de Hiroyuki Itsuki
- Musique : Riichirō Manabe (ja)
- Photographie : Hiroshi Murai
- Décors : Yoshirō Muraki
- Montage : Nobuo Ogawa (ja)
- Production : Sanezumi Fujimoto
- Société de production : Tōhō
- Pays de production :  Japon
- Langue originale : japonais
- Genre : Drame
- Durée : 161 minutes[1]
- Dates de sortie : 
  - Japon : 11 février 1977[1]

## Distribution
- Ken Tanaka : Shinsuke Ibuki
- Shinobu Ōtake : Orie Maki
- Ayumi Ishida : Kaoru
- Tatsuo Umemiya : Eiji
- Akira Kobayashi : Ryugoro Hanawa
- Etsushi Takahashi : Ishii
- Haruna Takase : Keiko
- Hitomi Kozue : Hatsumi
- Mami Yuki : Naomi
- Masayo Utsunomiya : Toshiko Ishii
- Eiji Okada : Minoru Yuki
- Fuyuki Murakami
- Hōsei Komatsu
- Kotoe Hatsui
- Tatsuhiro Itō

## Distinctions
Le film a été nommé pour trois Japan Academy Prizes.